# ستراتاسيس
ستراتاسيس (بالإنجليزية: Stratasys)‏ هي شركة أمريكية-إسرائيلية متخصصة في تصنيع طباعات ثلاثية الأبعاد.